# آمونیوم سولفیت
آمونیوم سولفیت (به انگلیسی: Ammonium sulfite) با فرمول شیمیایی -NH4SO3 یک ترکیب شیمیایی است. که جرم مولی آن ۱۱۶٫۱۴ g/mol می‌باشد. 